# 요하네스 슈트라테
요하네스 슈트라테(Johannes Strate, 1980년 3월 17일 ~ )는 독일의 가수로, 레볼버헬드의 보컬이다.